# Uncharted 4: A Thief's End
Uncharted 4: A Thief's End je akční adventura z roku 2016, kterou vyvinulo studio Naughty Dog a vydala společnost Sony Computer Entertainment. Jedná se o čtvrtý hlavní díl série Uncharted.

## Příběh
Děj se odehrává několik let po událostech hry Uncharted 3: Drake's Deception a hráči ovládají Nathana Drakea, bývalého lovce pokladů, kterého jeho domněle mrtvý bratr Samuel přiměl odejít do důchodu. Spolu s Nathanovým dlouholetým parťákem Victorem Sullivanem pátrají po stopách k umístění dávno ztraceného pokladu Henryho Averyho.

## Hratelnost
Hra Uncharted 4: A Thief's End se hraje z pohledu třetí osoby a obsahuje prvky plošinovky. Hráči řeší hádanky a k boji s nepřáteli používají střelné zbraně, boj zblízka a plížení. V online režimu pro více hráčů se až deset hráčů zapojí do kooperativních a soutěžních režimů.

## Vývoj
Vývoj hry Uncharted 4: A Thief's End začal v roce 2011, krátce po vydání Uncharted 3: Drake's Deception. Vedli jej kreativní ředitelka Amy Hennig a herní ředitel Justin Richmond. V roce 2014 se vývoj zbrzdil kvůli odchodu Hennigové a Richmonda z Naughty Dog a nahradili je Neil Druckmann a Bruce Straley.
Tým se snažil do hry začlenit prvky otevřeného herního světa s většími úrovněmi, které by podporovaly volný průzkum a boj. Ústřední roli hrál vztah mezi Nathanem a Elenou, které se studio Naughty Dog snažilo polidštit více než v předchozích hrách. Uncharted 4: A Thief's End byla první hra společnosti Naughty Dog vyvinutá speciálně pro PlayStation 4.

## Vydání a ohlasy
Hra Uncharted 4: A Thief's End vyšla v květnu 2016 a sklidila uznání za svou hratelnost, příběh, emocionální hloubku, vizuální stránku a multiplayer. Několik recenzentů ji označilo za důstojné zakončení Nathanova příběhu. Hra je považována za jednu z nejlepších videoher, které kdy byly vytvořeny, a na konci roku získala ocenění, včetně ceny Hra roku od několika herních publikací, kritiků a předávání cen.
S více než 18 miliony prodaných kopií se jedná o nejprodávanější hru ze série Uncharted a jednu z nejprodávanějších her pro PlayStation 4. Samostatné rozšíření Uncharted: The Lost Legacy bylo vydáno v roce 2017. V roce 2022 byla vydána nová remasterovaná verze Uncharted Legacy of Thieves Collection pro PlayStation 5 a Windows.